# Kalbarri Airport
Kalbarri Airport är en flygplats i Australien. Den ligger i kommunen Northampton Shire och delstaten Western Australia, omkring 500 kilometer norr om delstatshuvudstaden Perth. Kalbarri Airport ligger 156 meter över havet.
Trakten runt Kalbarri Airport är nära nog obefolkad, med mindre än två invånare per kvadratkilometer.. Närmaste större samhälle är Kalbarri, nära Kalbarri Airport.
Omgivningarna runt Kalbarri Airport är i huvudsak ett öppet busklandskap. Stäppklimat råder i trakten. Genomsnittlig årsnederbörd är 305 millimeter. Den regnigaste månaden är juni, med i genomsnitt 60 mm nederbörd, och den torraste är oktober, med 2 mm nederbörd.